# 疏毛长蒴苣苔
疏毛长蒴苣苔（学名：Didymocarpus stenanthos var. pilosellus）为苦苣苔科长蒴苣苔属下的一个变种。

## 扩展阅读
- 維基物種上的相關：疏毛长蒴苣苔